# پل استوک

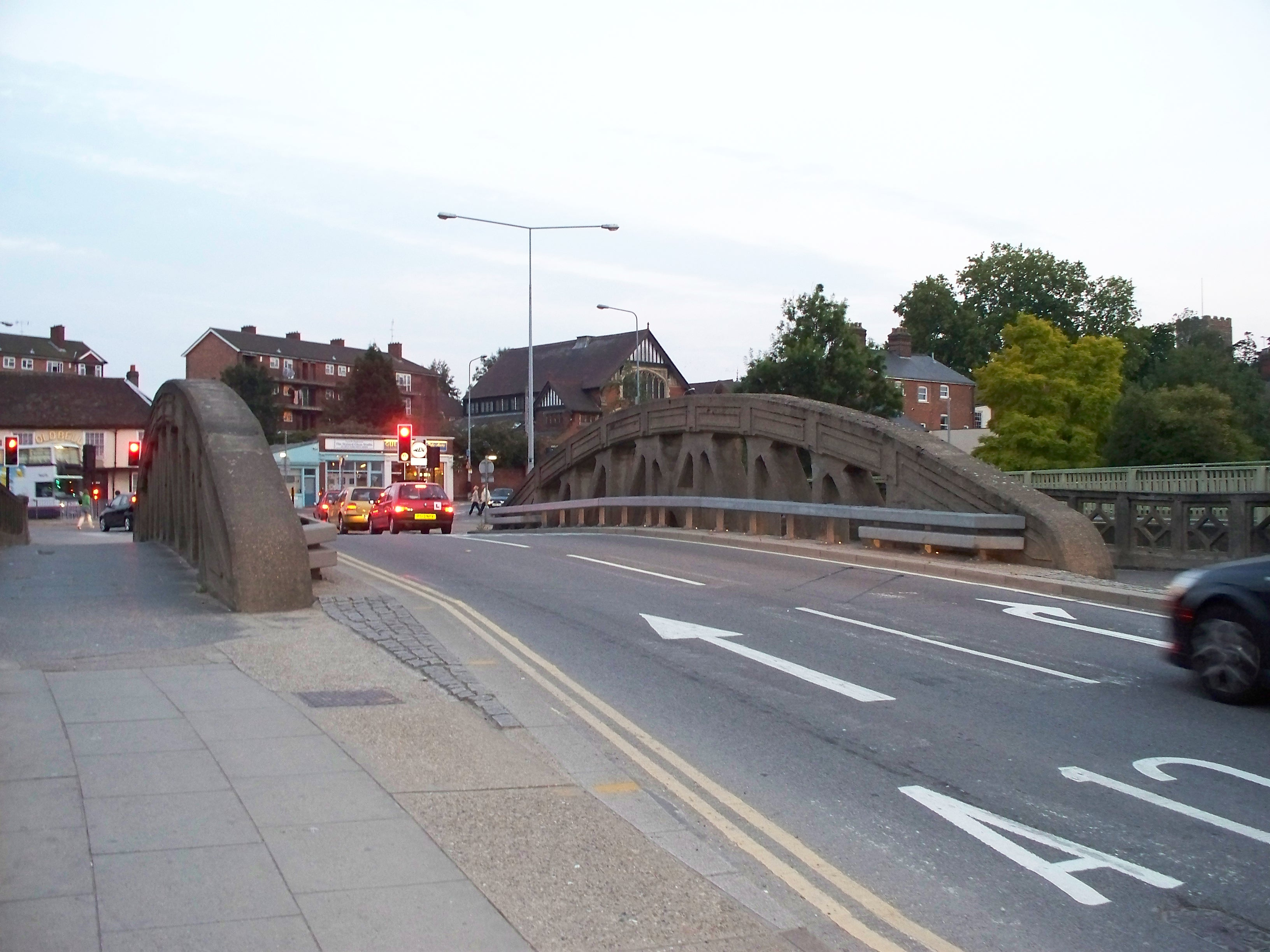
پل استوک، از سمت مرکز شهر

پل استوک (انگلیسی: Stoke Bridge) در ایپسویچ در محلی که رودخانه گیپینگ به رودخانه اورول تغییر نام می‌دهد واقع شده است.  